# Drum songs
Drum songs er en dansk dokumentarfilm fra 1973, der er instrueret af Jette Bang.

## Handling
Odin (død ml. 1971 og 1975), som bor på bopladsen Sermiligaaq, sidder i sin lille stue og laver en rammetromme (tamburin, quilain). Skindet er tarme fra en isbjørn. Uden på rammerne bliver tarmene holdt på plads af en rem af sælskind. Odins kone, Olga, sidder i sengen og spiser kogt sæl. Han synger to tromme-kamp-sange. Mens Odin spiller og synger, bøjer han i knæene som det hører sig til ved trommesange. Den anden sang forestiller en kamp mellem to fugle. Olga og Odins søster Mona synger og spiller en kampsang. De holder trommen som kvinder, foran brystet. Gæsterne i hytten akkompagnerer.